# Tehnično plezanje
Tehnično plezanje je način plezanja, pri katerem si plezalec pri vzponu pomaga z vsemi tehničnimi pripomočki, pri takem načinu plezanja je dovoljeno praktično vse. V nasprotju s prostim plezanjem, kjer plezalec za napredovanje uporablja le svoje roke in noge, pripomočki pa služijo le za varovanje, se lahko plezalec pri tehničnem plezanju npr. povleče za klin, stopi nanj ali uporabi kakšen drug tehnični pripomoček.
V glavnem se tehnično plezanje odvija v plezalnih smereh, v katerih bi bilo prosto plezanje izjemno težko ali celo nemogoče, bodisi zaradi pomanjkanja skalnih razčlemb ali velike previsnosti stene.

## Tehnika
Tako kot pri prostem plezanju, imamo tudi pri tehničnem plezanju navezo dveh plezalcev. Plezalec, ki pleza naprej, v skalne razčlembe namešča opremo in vanjo vpenja vrv. Pri tem velikokrat vpne tudi plezalno lestev, na kateri potem stoji ter ponovi postopek. Če pade, varovalec s pomočjo vrvi zaustavi padec, seveda če varovalni pripomoček ostane v skali. Ko plezalec prepleza celoten raztežaj vrvi, poišče primerno mesto za stojišče in na njem uredi sidrišče, se zavaruje in vanj pritrdi vrv. Nato se plezalec, ki je prej varoval, z žimarjem vzpne po vrvi. Pri tem sproti pobira opremo iz skale. Ko sta oba plezalca na stojišču, se celotni postopek napredovanja ponovi.
Ta osnovna tehnika plezanja lahko ima več variant, ki vključujejo tudi navezo treh ali več plezalcev in solo plezanje.

## Oprema
Do 40. let 20. stoletja je tehnično plezanje temeljilo na zabijanju klinov in zagozd v skalo, kjer je ta oprema po navadi tudi ostala. Dandanes plezalci uporabljajo precej večji nabor opreme, vendar se tehnika vzpenjanja od takrat ni kaj dosti spremenila. 
Oprema sodobnega tehničnega plezalca danes vsebuje plezalne lestve, kline, zatiče, metulje (friende), hudičeve krempeljce, žimarje, škripce, bakrene glavice itd.

## Zgodovina
Do 60. let je bilo tehnično plezanje ustaljena praksa v večini plezalnih območij, hiter razvoj opreme in tehnike plezanja pa je pomenil, da bi bilo mogoče veliko tehničnih smeri splezati prosto. Pojavile so se kritike na račun tehničnega plezanja. Reinhold Messner je zapisal: "Stene niso več premagane s plezalnim znanjem, ampak so ponižane, raztežaj za raztežajem, z metodičnim ročnim delom… Kdo je onesnažil čisti izvir gorništva?"
Tehnični plezalci so Messnerju in ostalim kritikom odgovorili s plezanjem smeri, kjer pomanjkanje oprimkov ali značilnosti skale onemogočajo prosti vzpon. Danes je že veliko smeri, ki so bile namenjene tehničnim vzponom, splezanih prosto s strani nove generacije plezalcev z izrednim plezalnim znanjem, fizičnimi sposobnostmi in napredno opremo.

## Ocenjevalna lestvica
Ocena težavnosti tehničnega vzpona upošteva težavnost nameščanja varovanja in nevarnost v povezavi s padci.
- A0: Vlečenje za zanesljivo nameščeno varovanje, ki drži težo in potencialni padec plezalca.
- A1: Lahka smer, ni nevarnosti izpuljenja opreme, varni padci.
- A2: En ali dva kosa opreme, ki držita samo težo plezalca, nameščena nad zanesljivim varovanjem.
- A3: 3-5 kosov opreme, ki držijo samo težo plezalca, možnost padca 10-15 metrov.
- A4: 6-8 kosov opreme, ki držijo samo težo plezalca, možnost padca 15-25 metrov.
- A5: 8 ali več kosov opreme, ki držijo samo težo plezalca, možnost padca več kot 25 metrov. Možnost smrtnih poškodb.